# Ratpenat de cua de beina gros
El ratpenat de cua de beina gros (Emballonura furax) és una espècie de ratpenat de la família dels embal·lonúrids que viu a l'illa de Nova Guinea, i que està amenaçada per la pèrdua d'hàbitat.